# Институт по криобиология и хранителни технологии
Институтът по криобиология и хранителни технологии е български научен институт със седалище в София, част от Селскостопанска академия.
Създаден е през 1973 година от Цветан Цветков, който го оглавява в продължение на 35 години, първоначално като Централна проблемна лаборатория по криобиология и лиофилизация, от 1989 година – като Научноизследователски институт по криобиология и лиофилизация, а от 2000 година под сегашното си име От самото начало той работи в областта на криобиологията в контекста на космическите изследвания, както и върху използването на лиофилизацията за производството на космически храни, подходящи за използване при космически полети. В резултат на работата на института през 1979 година България става третата страна в света, след Съветския съюз и Съединените щати, в която са произведени такива храни.